# Mark Rylance
Ne doit pas être confondu avec Mike Rylance.
Mark Rylance (de son vrai nom David Mark Rylance Waters) est un acteur, dramaturge et metteur en scène britannique né le 18 janvier 1960 à Ashford dans le comté du Kent. il est le premier directeur artistique du nouveau théâtre du Globe à Londres, entre 1995 et 2005.

## Biographie
David Mark Rylance Waters naît à Ashford en Angleterre. Il est le fils d'Anne (née Skinner) et de David Waters, tous les deux professeurs d'anglais. En 1962, la famille déménage dans le Connecticut, puis dans le Wisconsin en 1969, où son père enseigne l'anglais à l'University School of Milwaukee. Le jeune David fréquente cette école, qui a alors le meilleur département théâtre de l’État. Il participe ainsi à la plupart des pièces de théâtre de l'école, sous la direction de Dale Gutzman. Son premier rôle notable est en 1976 dans Hamlet.
Il prend ensuite le nom de scène de Mark Rylance, car un acteur nommé Mark Waters est déjà enregistré dans le syndicat britannique Equity (en). Il décroche ensuite une bourse pour la prestigieuse école Royal Academy of Dramatic Art de Londres. En 1988, il tient le rôle-titre de Hamlet sous la direction de Ron Daniels. La pièce fera une grande tournée au Royaume-Uni. 
En 1991, il tourne dans le téléfilm The Grass Arena sous la direction Gillies MacKinnon. Il y incarne l'auteur britannique John Healy. Mark Rylance continue sa carrière audiovisuelle tout en restant au théâtre. En 2005, il incarne le docteur David Kelly dans le téléfilm The Government Inspector de Peter Kosminsky. Cette performance lui vaut le British Academy Television Award du meilleur acteur l'année suivante.
En 2015, il tient le premier rôle de la mini-série Wolf Hall de BBC Two, adaptées de romans historiques de Hilary Mantel. Il y incarne l'homme politique anglais Thomas Cromwell. La même année, il est à l'affiche du film Le Pont des espions de Steven Spielberg, qui revient sur l'incident de l'U-2 et dans lequel il incarne Rudolf Abel. Il tourne à nouveau avec le réalisateur américain pour Le Bon Gros Géant en 2016, puis dans Ready Player One en 2018.

### Vie privée
Il est marié à la compositrice britannique Claire van Kampen. Elle a composé la musique de plusieurs des pièces de son mari. Il est le beau-père de l'actrice Juliet Rylance (mariée à l'acteur américain Christian Camargo) que Claire van Kampen a eu d'une précédente union.

### Oscars 2016
Parmi les nommés aux Oscars 2016 pour son rôle dans Le Pont des espions de Steven Spielberg, l'acteur anglais décide de refuser l'ensemble des cadeaux proposés aux nommés, notamment un voyage en Israël d'une valeur de 55 000 dollars, en expliquant qu'il boycotterait l'ensemble des institutions israéliennes au nom des Palestiniens. Il a également appelé les autres nommés à refuser ce voyage. Il soutient l'association BDS,  et prônant le boycott d'Israël et des produits israéliens dans le monde.

## Filmographie

### Cinéma
- 1987 : Hearts of Fire de Richard Marquand : Fizz
- 1991 : Prospero's Books de Peter Greenaway : Ferdinand
- 1995 : Institut Benjamenta (Ce qu'on appelle la vie humaine) (Institute Benjamenta, or This Dream People Call Human Life) de Stephen Quay et Timothy Quay : Jakob
- 1995 : Des anges et des insectes (Angels and Insects) de Philip Haas : William Adamson
- 2001 : Intimité (Intimacy) de Patrice Chéreau : Jay
- 2008 : Deux Sœurs pour un roi (The Other Boleyn Girl) de Justin Chadwick : Sir Thomas Boleyn
- 2011 : Blitz d'Elliott Lester : Roberts
- 2011 : Anonymous de Roland Emmerich : Condell
- 2014 : Days and Nights de Christian Camargo : Stephen
- 2015 : Gunman de Pierre Morel : Cox
- 2015 : Le Pont des espions (Bridge of Spies) de Steven Spielberg : Rudolf Abel
- 2016 : Le Bon Gros Géant (The BFG) de Steven Spielberg : le Bon Gros Géant
- 2017 : Dunkerque (Dunkirk) de Christopher Nolan : le capitaine du Moonstone
- 2018 : Ready Player One de Steven Spielberg : James Donovan Halliday
- 2019 : Waiting for the Barbarians de Ciro Guerra : Le magistrat
- 2020 : Les Sept de Chicago (The Trial of the Chicago 7) d'Aaron Sorkin  : William Kunstler
- 2021 : Don't Look Up : Déni cosmique (Don't Look Up) d'Adam McKay : Peter Isherwell
- 2021 : The phantom of the Open, d'Craig Roberts : Maurice Flitcroft
- 2022 : The Outfit de Graham Moore : Leonard
- 2022 : Bones and All de Luca Guadagnino : Sully
- 2025 : The Way of the Wind de Terrence Malick : Satan

### Télévision
- 1985 : Wallenberg: A Hero's Story (téléfilm) de Lamont Johnson : Nikki Fodor
- 1986 : Screen Two - saison 2, épisode 1 : Gavin
- 1991 : Incident in Judaea (téléfilm) de Paul Bryers : Jésus
- 1992 : Screen Two - saison 8, épisode 1 : John Healy
- 1992 : Screenplay - saison 8, épisode 1 : : Conn Ellis
- 1995 : Loving (téléfilm) de Diarmuid Lawrence : Charlie Raunce
- 1997 : Great Performances - saison 26, épisode 2 : Henri V
- 2003 : Leonardo (mini-série télévisée documentaire) : Léonard de Vinci
- 2003 : Richard II (téléfilm) : Richard II
- 2005 : The Government Inspector (téléfilm) de Peter Kosminsky : Dr. David Kelly
- 2015 : Wolf Hall (mini-série) - 6 épisodes : Thomas Cromwell
- 2022 : The Undeclared War (mini-série) : John Yeabsley

## Distinctions
Sources : Internet Movie Database et Internet Broadway Database

### Récompenses
- Laurence Olivier Awards 1994 : meilleur acteur pour la pièce Beaucoup de bruit pour rien de William Shakespeare
- British Academy Television Awards 2006 : meilleur acteur pour The Government Inspector
- Tony Awards 2008 : meilleur acteur pour la pièce Boeing Boeing de Marc Camoletti
- Laurence Olivier Awards 2010 : meilleur acteur pour la pièce Jerusalem de Jez Butterworth
- Tony Awards 2011 : meilleur acteur pour la pièce Jerusalem de Jez Butterworth
- Tony Awards 2014 : meilleur acteur de second rôle pour la pièce de La Nuit des rois de William Shakespeare
- New York Film Critics Circle Awards 2015 : meilleur acteur dans un second pour Le Pont des espions
- British Academy Film Awards 2016 : meilleur acteur dans un second rôle pour Le Pont des espions
- British Academy Television Awards 2016 : meilleur acteur pour Wolf Hall
- Oscars 2016 : meilleur acteur dans un second rôle dans Le Pont des espions

### Nominations

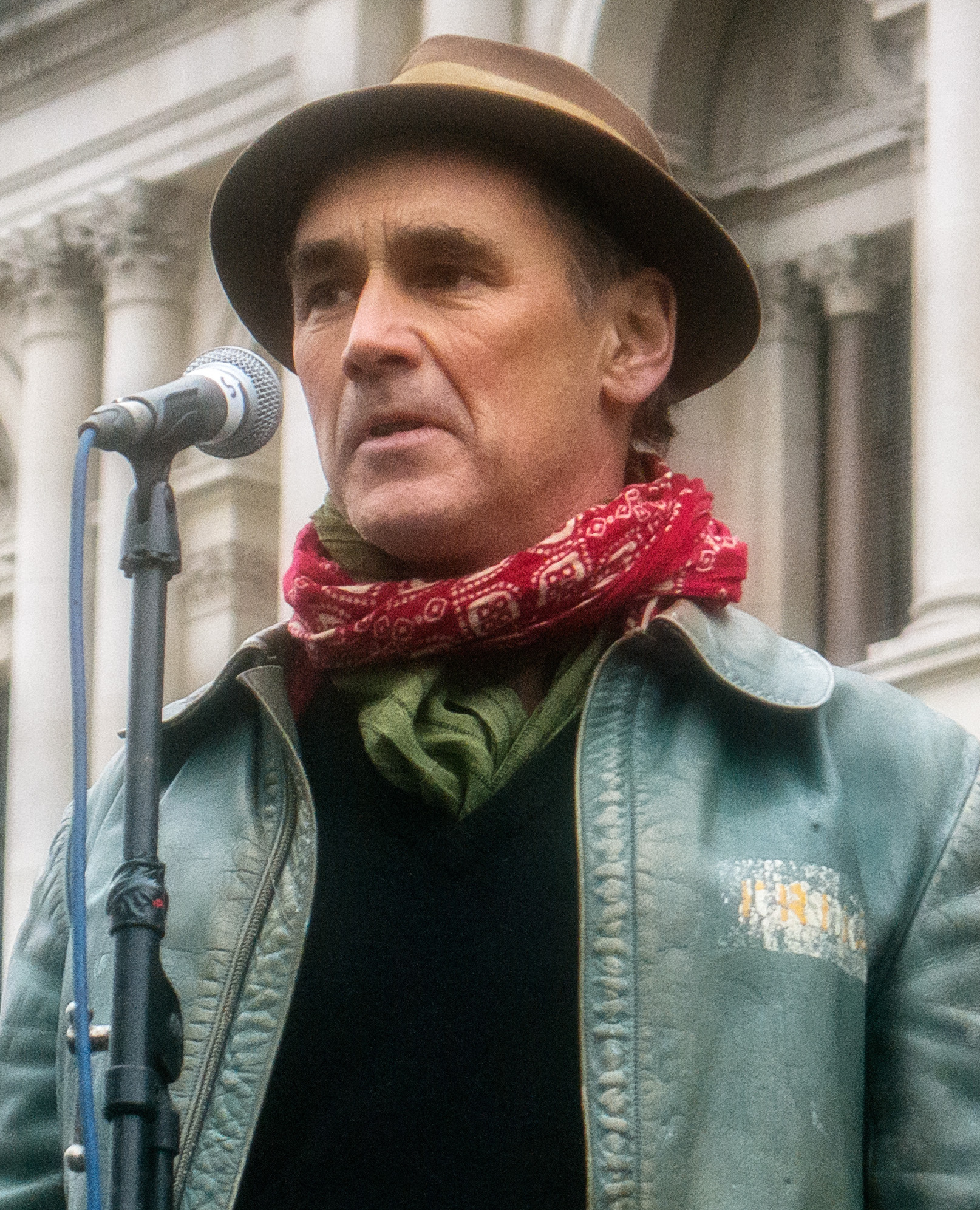
Mark Rylance en 2015 à Whitehall lors d'une manifestation contre les bombardements en Syrie.

- Prix du cinéma européen 2001 : meilleur acteur pour Intimité
- Laurence Olivier Awards 2008 : meilleur acteur pour la pièce Boeing Boeing de Marc Camoletti
- Laurence Olivier Awards 2011 : meilleur acteur pour la pièce La Bête de David Hirson
- Tony Awards 2014 : meilleur acteur pour la pièce Richard III de William Shakespeare
- Primetime Emmy Awards 2015 : meilleur acteur dans une mini-série ou un téléfilm pour Wolf Hall
- Critics' Choice Television Awards 2015 : meilleur acteur dans une mini-série ou un téléfilm pour Wolf Hall
- Golden Globes 2016 : meilleur acteur dans un second rôle pour Le Pont des espions

## Voix françaises
| - Gabriel Le Doze dans : - Des anges et des insectes - Le Pont des espions - Dunkerque - Ready Player One - Waiting for the Barbarians - Les Sept de Chicago - Bones and All - The Undeclared War (mini-série) | Et aussi - Jean-Hugues Anglade dans Intimité - Patrick Préjean dans Deux Sœurs pour un roi - Serge Blumental dans Blitz - Julien Sibre dans Anonymous - Christian Gonon dans Wolf Hall (mini-série) - Gérard Surugue dans Gunman - Dany Boon dans Le Bon Gros Géant (voix) - Éric Legrand dans Don't Look Up : Déni cosmique |